# ア・ル・コック・アレーナ
ア・ル・コック・アレーナ（A. Le Coq Arena）は、エストニアの首都タリンにあるスタジアム。FCフローラ・タリンとFCレバディア・タリンとサッカーエストニア代表の試合が行われるスタジアム。
2001年6月2日、オランダとのワールドカップ予選でオープン。そのときは2-4で敗れた。2002年にア・ル・コックが15年契約の命名権を取得。
収容能力約500人のスポーツランド・アレーナを併設している。ア・ル・コック・ミニアレーナとして知られており、FCフローラ・タリンのリザーブチーム、FCインフォネットが利用している。